# Zaíra Cruz
Zaíra Cruz (, 1940) foi uma cantora brasileira. 
Seu primeiro disco de trabalho foi lançado em 1953, pela RCA Victor.  Foi uma pioneira na gravação de discos com repertório para o público infantil e, nessa linha, gravou 20 discos pela RCA Victor, com 40 músicas.